# Alchemilla georgica
Alchemilla georgica é uma espécie de rosácea do gênero Alchemilla, pertencente à família Rosaceae.